# Roman Meluzín
Roman Meluzín (né le 17 juin 1972 à Boskovice en Tchécoslovaquie, aujourd'hui ville de République tchèque) est un joueur professionnel de hockey sur glace.

## Carrière

### Carrière en club
Il commence sa carrière en 1989 dans le second échelon de son pays en jouant pour le Ingstav Brno. Il change alors de club l'année suivante et rejoint l'autre club de Brno :  le HC Brno. Au cours de l’été 1990, il est sélectionné lors du repêchage d’entrée dans la Ligue nationale de hockey par les Jets de Winnipeg en tant que 74e joueur choisi lors de la quatrième ronde. Il ne jouera finalement jamais en Amérique du Nord.
En 1992-1993, il joue la dernière saison du championnat de Tchécoslovaquie avec le HC Zlín. Il reste dans l’effectif du club quand celui-ci rejoint le nouveau championnat de République tchèque, l’Extraliga. Il va rester avec le club jusqu’en 1997-1998, année où il joue la saison avec un des clubs de la capitale du pays, le HC Slavia Prague. La saison suivante, il retourne jouer avec Zlin mais finalement quitte son pays en 1999 et rejoint le championnat de Finlande, la SM-liiga, puis la Deutsche Eishockey-Liga, la première division allemande. Finalement, il ne joue qu’une saison avec l’ESC Moskitos Essen et rentre finir la saison dans son pays.
Il signe cette fois avec le HC Oceláři Třinec et va y jouer quatre nouvelles saisons. Au cours de la saison 2003-2004, il joue également moins d’une dizaine de matchs dans le championnat de Slovaquie, éponyme du championnat tchèque.
Finalement, il ne reste pas longtemps en Slovaquie et est de retour en République tchèque dès la saison suivante. Son nouveau contrat le lie avec le club de ses débuts, le HC Brno qui évolue désormais en seconde division du pays. En 2006-2007, il commence la saison avec Brno et va la finir avec le HC Šumperk en troisième division. Il aide alors l’équipe à monter d’un échelon et fait aujourd’hui partie des cadres de l’équipe.

### Carrière internationale
Il est sélectionné pour la première fois pour une compétition internationale sous le maillot de la Tchécoslovaquie pour le championnat d’Europe junior de 1990. Les deux années suivantes, il joue avec l’équipe junior lors des éditions du championnat du monde junior.
À la suite de la partition du pays, il est appelé en 1995 pour jouer le championnat du monde avec l’équipe de République tchèque.
Il est par la suite appelé également en 1996 et 1999, deux années où son pays remporte la médaille d’or.

## Statistiques

### Statistiques en club
| Saison    | Équipe               | Ligue              |    | Saison régulière | Saison régulière | Saison régulière | Saison régulière | Saison régulière |   | Séries éliminatoires | Séries éliminatoires | Séries éliminatoires | Séries éliminatoires | Séries éliminatoires |
| Saison    | Équipe               | Ligue              | PJ | B                | A                | Pts              | Pun              | PJ               | B | A                    | Pts                  | Pun                  |                      |                      |
| 1988-1989 | Ingstav Brno         | Tchécoslovaquie D2 | 16 | 6                | 4                | 10               | 0                |                  |   |                      |                      |                      |                      |                      |
| 1989-1990 | HC Kometa Brno       | Tchécoslovaquie D1 | 34 | 4                | 6                | 10               |                  |                  |   |                      |                      |                      |                      |                      |
| 1990-1991 | HC Kometa Brno       | Tchécoslovaquie D2 | 30 | 14               | 8                | 22               | 8                |                  |   |                      |                      |                      |                      |                      |
| 1991-1992 | HC Kometa Brno       | Tchécoslovaquie D1 | 36 | 13               | 10               | 23               |                  | 5                | 2 | 2                    | 4                    |                      |                      |                      |
| 1992-1993 | HC Zlín              | Tchécoslovaquie D1 | 46 | 10               | 21               | 31               |                  |                  |   |                      |                      |                      |                      |                      |
| 1992-1993 | Ytong Brno           | Tchécoslovaquie D2 |    | 1                | 2                | 3                |                  |                  |   |                      |                      |                      |                      |                      |
| 1993-1994 | HC Zlín              | Extraliga (tch.)   | 44 | 10               | 16               | 26               |                  | 3                | 0 | 2                    | 2                    | 2                    |                      |                      |
| 1994-1995 | HC Zlín              | Extraliga (tch.)   | 49 | 24               | 25               | 49               | 2                |                  |   |                      |                      |                      |                      |                      |
| 1995-1996 | HC Zlín              | Extraliga (tch.)   | 34 | 11               | 16               | 27               | 10               | 8                | 2 | 3                    | 5                    | 0                    |                      |                      |
| 1996-1997 | HC Zlín              | Extraliga (tch.)   | 50 | 15               | 31               | 46               | 24               |                  |   |                      |                      |                      |                      |                      |
| 1997-1998 | HC Slavia Prague     | Extraliga (tch.)   | 50 | 17               | 21               | 38               | 18               |                  |   |                      |                      |                      |                      |                      |
| 1998-1999 | HC Zlín              | Extraliga (tch.)   | 47 | 24               | 27               | 51               | 12               | 11               | 5 | 2                    | 7                    | 6                    |                      |                      |
| 1999-2000 | Tappara Tampere      | SM-Liiga           | 54 | 25               | 25               | 50               | 8                | 4                | 2 | 0                    | 2                    | 0                    |                      |                      |
| 2000-2001 | ESC Moskitos Essen   | DEL                | 38 | 9                | 8                | 17               | 22               |                  |   |                      |                      |                      |                      |                      |
| 2000-2001 | HC Oceláři Třinec    | Extraliga (tch.)   | 17 | 4                | 13               | 17               | 0                |                  |   |                      |                      |                      |                      |                      |
| 2001-2002 | HC Oceláři Třinec    | Extraliga (tch.)   | 35 | 7                | 13               | 20               | 10               |                  |   |                      |                      |                      |                      |                      |
| 2002-2003 | HC Oceláři Třinec    | Extraliga (tch.)   | 45 | 1                | 8                | 9                | 16               | 12               | 1 | 0                    | 1                    | 6                    |                      |                      |
| 2003-2004 | HC Oceláři Třinec    | Extraliga (tch.)   | 15 | 0                | 2                | 2                | 2                |                  |   |                      |                      |                      |                      |                      |
| 2003-2004 | HC Slovan Bratislava | Extraliga slo.     | 7  | 1                | 2                | 3                | 0                |                  |   |                      |                      |                      |                      |                      |
| 2004-2005 | HC Kometa Brno       | 1.liga             | 38 | 8                | 16               | 24               | 10               | 3                | 1 | 0                    | 1                    | 2                    |                      |                      |
| 2005-2006 | HC Kometa Brno       | 1.liga             | 50 | 9                | 14               | 23               | 16               | 3                | 0 | 1                    | 1                    | 2                    |                      |                      |
| 2006-2007 | HC Kometa Brno       | 1.liga             | 16 | 0                | 4                | 4                | 4                |                  |   |                      |                      |                      |                      |                      |
| 2006-2007 | HC Šumperk           | 2.liga             | 29 | 10               | 18               | 28               | 18               | 11               | 7 | 8                    | 15                   | 12                   |                      |                      |
| 2007-2008 | HC Šumperk           | 1.liga             | 43 | 9                | 20               | 29               | 28               | 8                | 1 | 5                    | 6                    | 8                    |                      |                      |
| 2008-2009 | HC Šumperk           | 2.liga             | 42 | 14               | 16               | 30               | 71               | 11               | 3 | 6                    | 9                    | 4                    |                      |                      |
| 2009-2010 | HC Šumperk           | 2.liga             | 42 | 9                | 16               | 25               | 10               |                  |   |                      |                      |                      |                      |                      |
| 2010-2011 | HC Šumperk           | 2.liga             | 34 | 7                | 16               | 23               | 24               | 8                | 0 | 4                    | 4                    | 2                    |                      |                      |
| 2011-2012 | HC Šumperk           | 1.liga             | 48 | 11               | 16               | 27               | 16               |                  |   |                      |                      |                      |                      |                      |

### Statistiques en équipe nationale
| Année | Équipe          | Compétition                 |    | PJ | B | A | Pts | Pun                |  | Résultats |
| 1990  | Tchécoslovaquie | Championnat d'Europe junior | 6  | 3  | 6 | 9 | 6   | Médaille de bronze |  |           |
| 1991  | Tchécoslovaquie | Championnat du monde junior | 6  | 0  | 4 | 4 | 0   | Médaille de bronze |  |           |
| 1992  | Tchécoslovaquie | Championnat du monde junior | 7  | 1  | 0 | 1 | 6   | Cinquième place    |  |           |
| 1995  | Tchéquie        | Championnat du monde        | 8  | 1  | 1 | 2 | 2   | Quatrième place    |  |           |
| 1996  | Tchéquie        | Championnat du monde        | 8  | 2  | 2 | 4 | 0   | Médaille d'or      |  |           |
| 1999  | Tchéquie        | Championnat du monde        | 10 | 0  | 0 | 0 | 0   | Médaille d'or      |  |           |